# Pseudopoda birmanica
Pseudopoda birmanica är en spindelart som beskrevs av Jäger 200. Pseudopoda birmanica ingår i släktet Pseudopoda och familjen jättekrabbspindlar.
Artens utbredningsområde är Myanmar. Inga underarter finns listade i Catalogue of Life.